# XXX (video Negrita)
XXX è un film-documentario dei Negrita registrato nell'estate del 1996, tra la provincia di Arezzo e New Orleans, che documenta le fasi di registrazione del loro terzo album Xxx. La videocassetta contiene tutti i videoclips della band a partire dal 1994 al 1997.
A novembre 2006 è stato pubblicato in formato DVD, con aggiunta di contenuti extra.

## Tracce
1. Cambio
2. Rumore
3. Lontani dal mondo
4. Oltre il confine
5. Bong
6. ...E intanto il tempo passa
7. Io Pocahontas me la farei
8. Era magico
9. I miei limiti
10. Ho imparato a sognare (videoclip)
11. Sex (videoclip)
12. In un mare di noia (videoclip)
13. Per quello che dai (videoclip)
14. A modo mio (videoclip)
15. 544 Esplanade

### Contenuti extra
- Negrita (Album cover) + Cambio (Estratto audio hit single)
- Paradisi per illusi (Album cover) + Io sono (Estratto audio hit single)
- XXX (Album cover) + A modo mio (Estratto audio hit single)
- Reset (Album cover) + In ogni atomo (Estratto audio hit single)
- Radio zombie (Album cover) + Bambole (Estratto audio hit single)
- Ehi! Negrita (Album cover) + Magnolia (Estratto audio hit single)
- L'uomo sogna di volare (Album cover) + Rotolando verso sud (Estratto audio hit single)

## Specifiche tecniche del DVD
- Anno di produzione VHS: 1996
- Anno di edizione VHS: 1997
- Anno di produzione ed edizione DVD: 2006
- Durata: 110 minuti
- Formato video: PAL 4:3
- Supporto: DVD doppio lato, singolo strato
- Audio: PCM Stereo - ACC Dolby Digital 2.0 (extra content)

## Formazione

### Musicisti
- Paolo "Pau" Bruni - voce e chitarra
- Enrico "Drigo" Salvi - chitarra solista
- Cesare "Mac" Petricich - chitarra ritmica
- Franco "Franky" Li Causi - basso
- Roberto "Zama" Zamagni - batteria, percussioni

### Cast tecnico
- Francesco Fei - regia e montaggio
- Fabrizio Barbacci - produttore
- Giovanni Canitano - foto
- Roberto Battaglia - copertina